# 堀内隆治
堀内 隆治（ほりうち たかはる、1943年1月24日 - ）は、日本の経済学者。元下関市立大学学長、現在は同大学名誉教授。

## 経歴
- 1943年 福岡県北九州市生まれ
- 1965年 九州大学経済学部卒業
- 1970年 九州大学大学院経済学研究科博士課程単位取得修了
- 2004年 4月 下関市立大学学長に就任。
- 2007年 3月 下関市立大学学長を退任。後に名誉教授となる。

## 主著
- 1982年 『現代社会政策論』（共著）学文社
- 1996年 『個人と共同体の社会科学』（共著）ミネルヴァ書房
- 2000年 『高齢社会の地域政策』（共編著）ミネルヴァ書房
- 2000年 『社会政策における国家と地域』（共著）御茶の水書房
- 2007年 『福祉国家の危機と地域福祉』-地域社会政策論の試み- ミネルヴァ書房 ISBN 4-623-03787-8